# Aurora Karamzin
Eva Aurora Charlotta Karamzin, först gift Demidoff, född Stjernvall den 1 augusti 1808 i Ulvsby, död 13 maj 1902 i Helsingfors, storfurstendömet Finland, var en föregångare i social- och diakoniarbetet i Finland, liksom kejserlig hovdam. Hon var sin tids mest ryktbara skönhet, en välkänd filantrop samt en ansedd gestalt i societeten i såväl Helsingfors som Sankt Petersburg. 
Hon var morfars mor till Jugoslaviens ställföreträdande regent Paul av Jugoslavien.

## Biografi

### Tidiga år
Hennes föräldrar var överstelöjtnanten Carl Johan Stjernvall och Eva Gustava von Willebrand, dotter till landshövdingen Ernst Gustaf von Willebrand. De bodde på Saaris herrgård och fick tolv barn, av vilka fyra levde till vuxen ålder. Morfadern Ernst Gustaf von Willebrand var landshövding i Åbo och Björneborgs län och 1812 utnämndes hennes far till Viborgs läns första landshövding och hela familjen flyttade till Viborg. Fadern avled 1815 i en febersjukdom och modern gifte sig följande år med den nya landshövdingen Carl Johan Walleen. 
Aurora Karamzin talade förutom svenska också flytande tyska, franska och ryska, samtidigt som hon knappt kunde några ord på finska. 

### Hovfröken

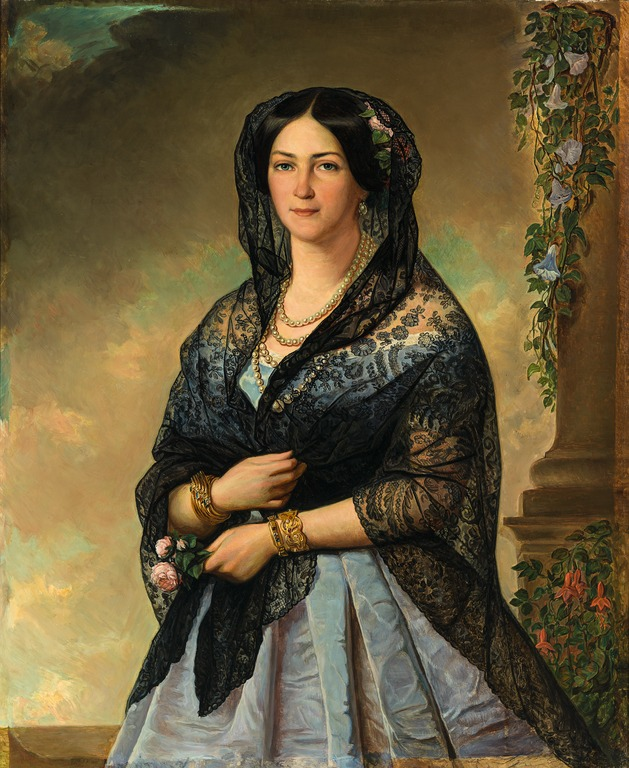
Aurora Karamzin, 1853.

År 1830 blev Aurora Karamzin hovfröken för Nikolaj I:s gemål kejsarinnan Alexandra Fjodorovna. Uppdraget medförde att hon stod till kejsarparets förfogande då de besökte storfurstendömet. Fem år senare utnämndes hon till hovfröken i det kejserliga följet och bosatte sig i Vinterpalatset i Sankt Petersburg. Tjänsten som hovfröken avslutades 1836, då hon gifte sig med hovjägmästaren och statsrådet Pavel Nikolajevitj Demidov (1798–1840), omnämnd som Rysslands rikaste man. Makarna fick 1839 sonen Paul. Maken var sjuklig och avled endast ett halvår efter sonens födelse. Som änka köpte hon av sin styvfar Träskända gård, där hon bodde sommartid fram till 1895. Vintrarna tillbringade hon antingen i Sankt Petersburg eller på resande fot.

### Familj
År 1846 gifte hon om sig. Den nya maken var den ryska översten Andrei Karamzin, son till den ryske rikshistorikern Nikolaj Karamzin. Paret reste till Paris samt besökte släkten Demidovs gruvimperium öster om Uralbergen. Under dessa resor stärktes Aurora Karamzins sociala samvete och på hennes initiativ grundades i Nizjnij Tagil såväl ett barnhem med tillhörande skola som ett sjukhus.
Andrei Karamzin avled till fält i Krimkriget 1854. Efter att hon blivit änka för andra gången koncentrerade sig Aurora Karamzin på välgörenhet. Hon verkade i Fruntimmersföreningen i Helsingfors och finansierade bland annat daghem, skolor, soppkök samt barn- och ålderdomshem. Efter förebild från Ryssland och Tyskland grundade Karamzin 1867 Helsingfors Diakonissanstalt.
Aurora Karamzins enda son Paul Pavlovitj Demidovs dotter Aurora gifte in sig i den jugoslaviska kungafamiljen och blev mor till Paul av Jugoslavien. Hans dotter prinsessan Elisabets dotter är Hollywoodstjärnan Catherine Oxenberg, som påstås ha ärvt sin vackra anmoders drag.

### Död
Aurora Karamzin avled den 13 maj 1902 och ligger begravd på Sandudds begravningsplats, gamla delen.

## Eftermäle och minnen

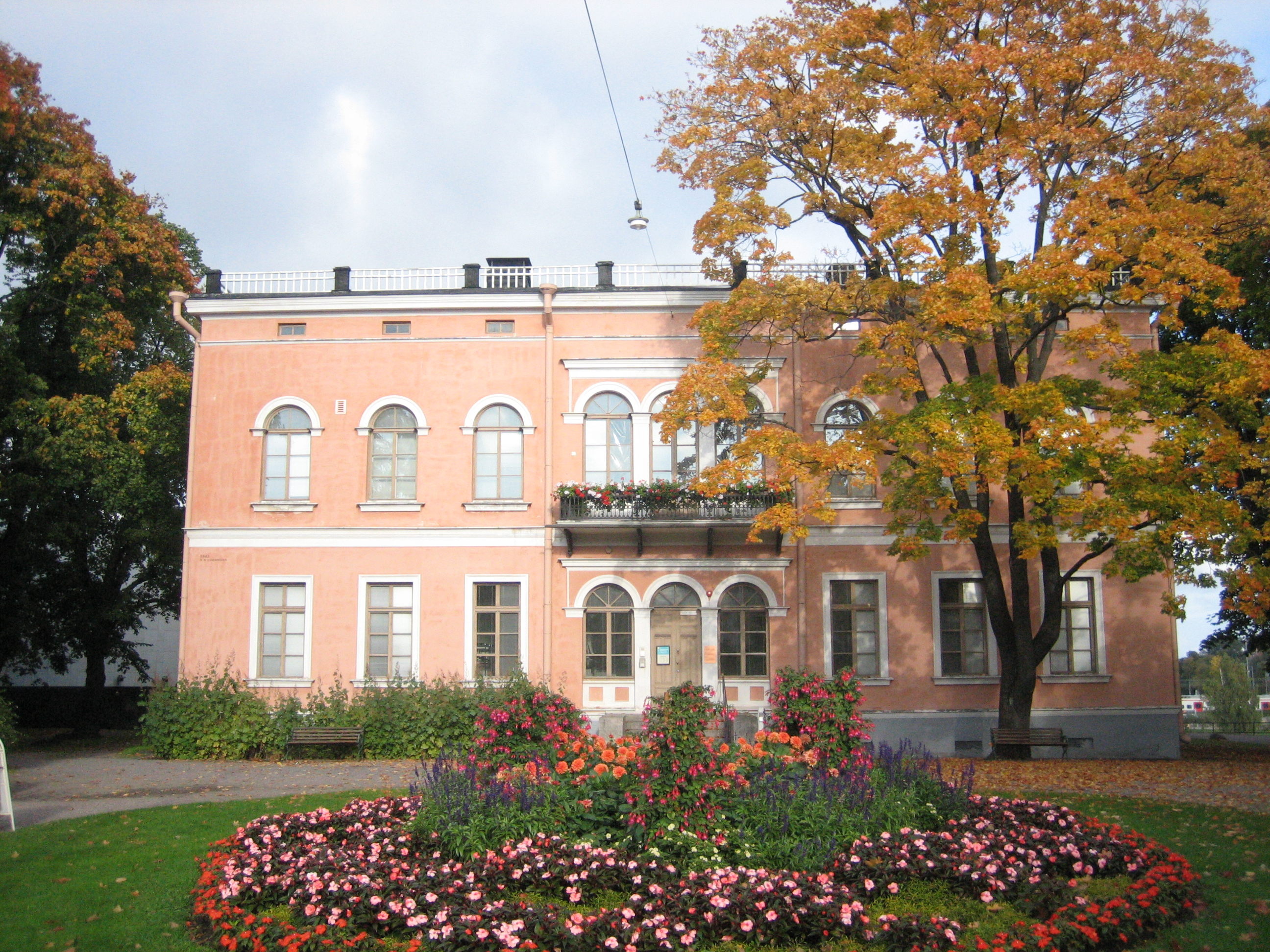
Aurora Karamzins residens i Helsingfors, Villa Hagasund, som numera är museum.

Aurora Karamzins inflytande kan fortfarande skönjas i huvudstadsregionen. I Helsingfors med omnejd finns ett antal gator och institutioner, som namngivits efter henne:
- Auroragatan (Helsingfors)
- Karamzingatan (Helsingfors)
- Aurorahemmet (ålderdomshem, Esbo)
- Aurorasalen (Helsingfors Diakonissanstalt)
- Aurorasjukhuset (Helsingfors)
- Auroran koulu (skola, Esbo)
- Auroran päiväkoti (daghem, Esbo)
- Karamzinin koulu (skola, Esbo)